# Juan de Latas
Juan de Latas o Johan de Latas (Cillas, Huesca, c.1490-Fuentes de Jiloca, Zaragoza, c.1570) fue un maestro renacentista y arquitecto aragonés destacado por su técnica con la piedra cuya obra, en el plano temporal, se extiende principalmente durante la primera mitad del siglo XVI, en una extensión geográfica que nunca superó los límites de Aragón, siendo la provincia de Zaragoza el lugar en donde se desarrollarían sus más significativos trabajos. El estilo de su obra se encuadra en la transición entre el gótico tardío y el renacimiento aragonés.

## Biografía
El Maestro Juan de Latas nació a finales del siglo XV en el hoy abandonado pueblo de Cillas en donde su familia poseía un "fuego" a escasos 10 kilómetros de Latas, de donde su linaje es oriundo. Por razones imprecisas, desde muy joven se traslada a Daroca en donde se formará y realizará sus primeros trabajos. Con el tiempo, el perfeccionamiento de su técnica con la piedra hará crecer su popularidad en los alrededores, lo que a partir de 1532 le llevará a la vecina localidad de Fuentes de Jiloca para realizar la que sería su obra cumbre, la Iglesia de la Asunción de dicha localidad.

### Obras

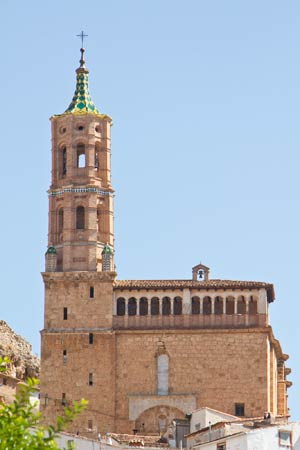
Iglesia de la Asunción de Fuentes de Jiloca

De entre sus obras, destacan con luz propia dos.
Por un lado, entre 1518 y 1520, Juan de Latas construyó el coro de la Iglesia de San Miguel de Daroca que se encuentra sobresaliendo como una capilla independiente de la iglesia en su ala occidental. Es un espacio cuadrangular cubierto con una bóveda estrellada con terceletes, característica del gótico tardío hispano. En este coro se combinan perfectamente elementos del repertorio decorativo gótico, como serían los motivos vegetales y otros de tipo renacentista como las columnillas abalaustradas y los triglifos.
Por otro lado, tenemos la Iglesia de la Asunción en Fuentes de Jiloca cuya construcción, el Maestro Juan de Latas, inició en el año 1532, estando al frente de las obras de la misma hasta su muerte, cuando fue sustituido por Juan y Francisco Morrón.